# Cuire-le-Haut
Pour les articles homonymes, voir Cuire (homonymie).
Cuire-le-haut est un quartier de la ville de Caluire-et-Cuire, limitrophe des quartiers Cuire-le-Bas, Bissardon, Montessuy, Le Bourg et de la ville de Lyon (quartier de La Croix-Rousse) avec laquelle elle est reliée par le Boulevard des Canuts.

## Histoire
Cuire-le-Haut formait avec Cuire-le-Bas, l'ancien quartier de Cuire appartenant originellement à l'ancienne commune de Cuire-la-Croix-Rousse. Lors de la création la commune de Caluire-et-Cuire en 1790, mais officiellement en 1797, Cuire fusionne avec la commune de Caluire pour former Caluire-et-Cuire.

## Géographie

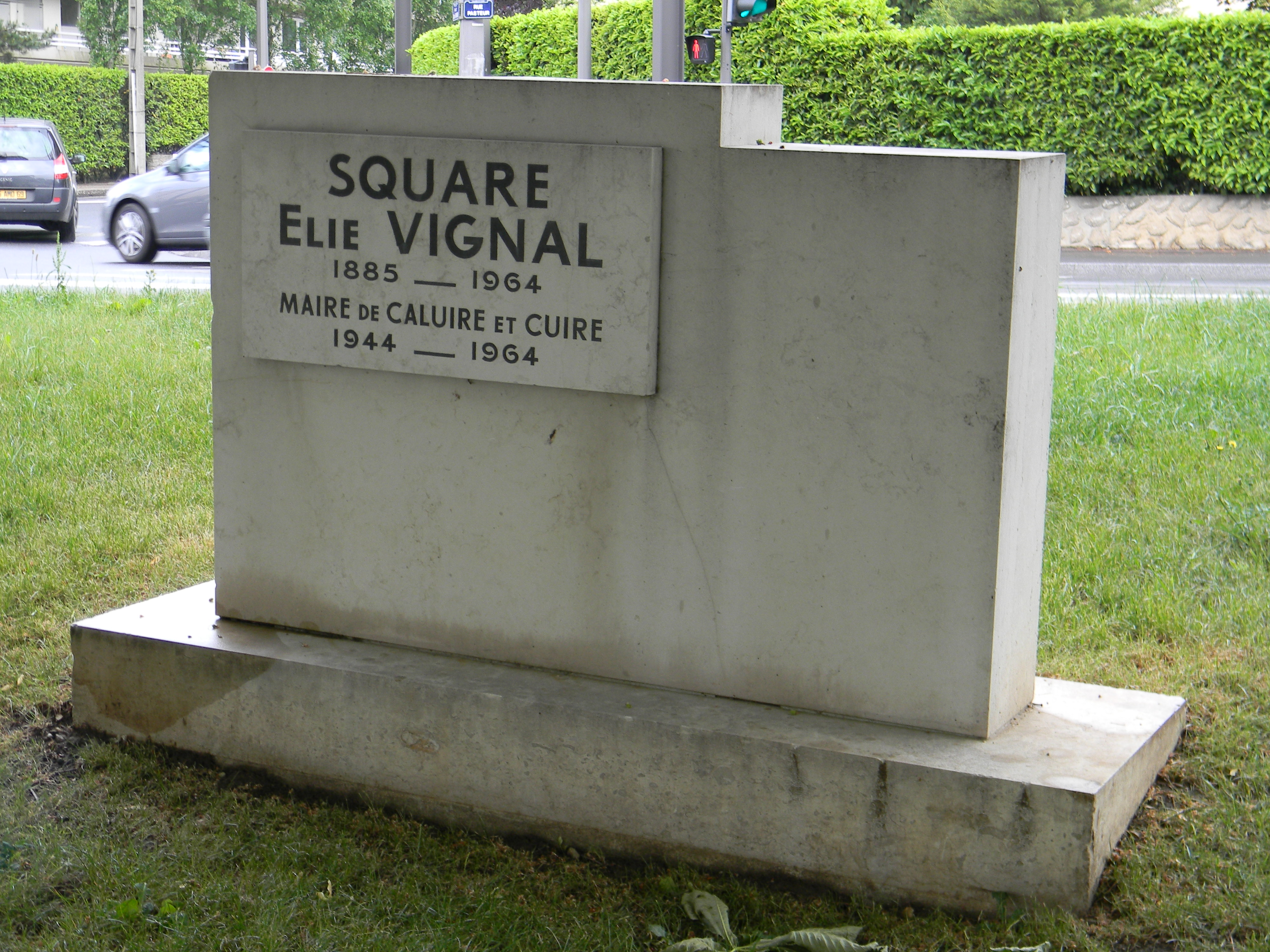
Le square Elie Vignal situé entre Cuire-le-Haut et Bissardon.

Du point de vue municipal, Cuire-le-Haut est connexe au Clos Bissardon (au niveau de la rue de Margnolles), à Montessuy (au niveau de la rue Pasteur), au Bourg (au niveau de la rue Pierre Brunier) et à Cuire-le-Bas (distinction dictée par le début de la pente descendante vers la Saône) ; Cuire-le-Haut se trouve donc entièrement sur le prolongement du plateau de la Croix-Rousse.
Le quartier est également limitrophe du quartier de la Croix-Rousse, c'est-à-dire au 4e arrondissement de la ville de Lyon.
Enfin, il faut noter que la Voie de la Dombes débute (45° 47′ 19″ N, 4° 50′ 15″ E) dans le quartier, non loin de la gare de Cuire et à proximité immédiate de la « clinique protestante ».

### Démographie
Le découpage de Cuire-le-Haut par la municipalité de Caluire-et-Cuire  correspond aux zones Z104 (Coste Croix-Rousse) et Z103 (Pierre Brunier) et à une partie des zones Z101 (Cuire le Haut) et Z105 (Coste Nord) dans le découpage de l'INSEE. En 1999, ces zones appartenant au « quartiers INSEE » de Cuire, était peuplée par 8 857 habitants ; cela donne une estimation majorée de la population du quartier en 1999.
La population du quartier atteint 6 774 en 2011.

### Transports
Le quartier est desservi par de nombreux moyens de transports :

#### Métro

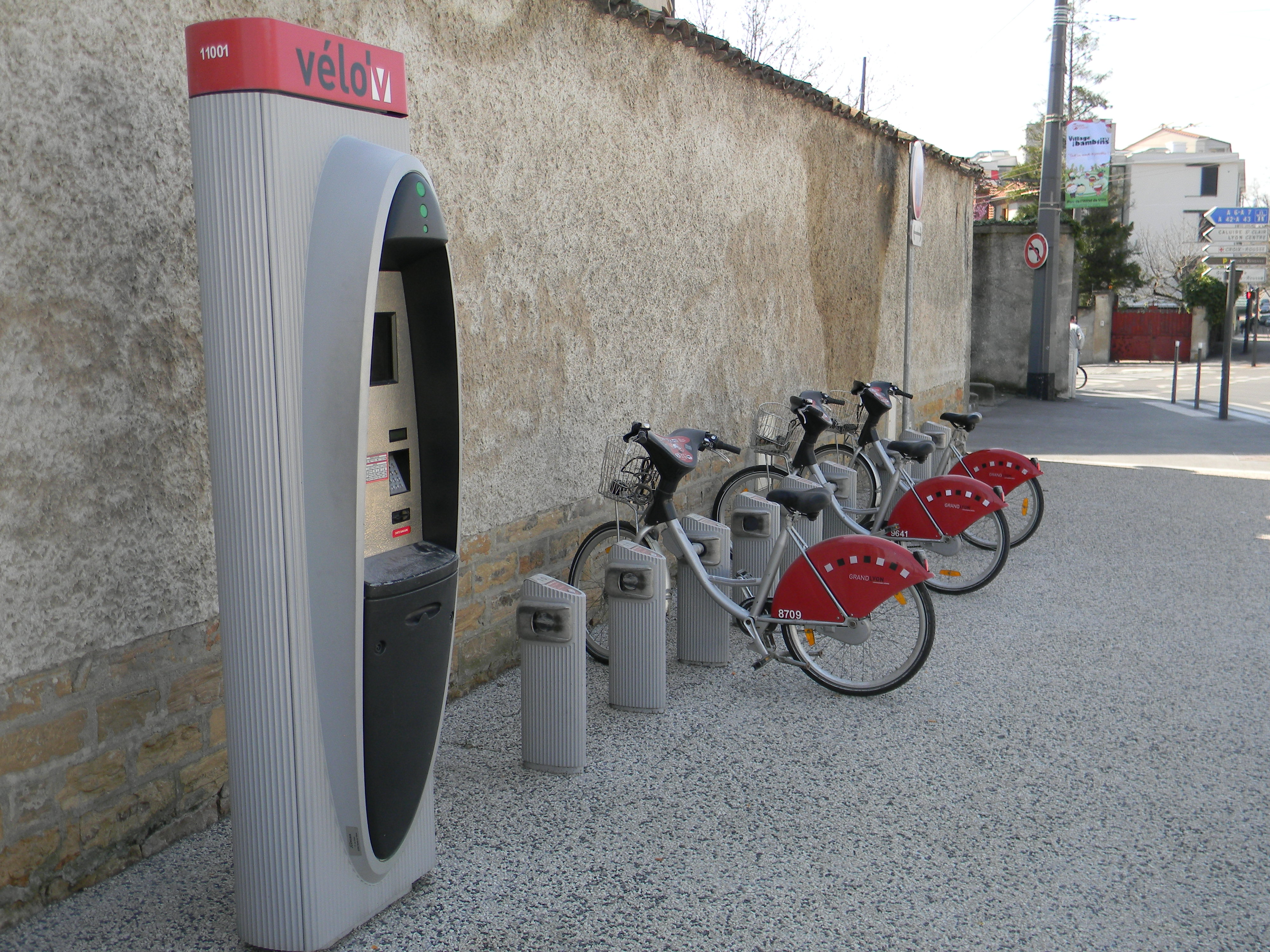
La station Vélo'v, au métro Cuire.

La station Cuire située à Cuire-le-Haut, est le terminus du métro   de Lyon. Elle est située au niveau de l'ancienne gare de Cuire qui se trouvait sur la ligne désaffectée Lyon-Croix-Rousse - Trévoux. Le parcours de cette ligne ferroviaire est aujourd'hui la Voie de la Dombes.

#### Vélo'v
À proximité de la station de métro se trouve la station Vélo'v 11001 Gare de Cuire.

#### Trolleybus et bus
- : direction Gare Part Dieu Vivier Merle
- : direction Grange Blanche ou Montessuy Gutemberg
- : direction Croix-Rousse ou Rillieux Alagniers, traversant ainsi Le Vernay
- : direction Gare Part Dieu Vivier Merle ou Caluire Place de la Bascule (Cimetière de Caluire)
- : direction Bords de Saône ou Vassieux

## Société

### Comité de quartier
Il existe un comité de quartier relatif à Cuire-le-Haut et au Clos Savaron nommé « Comité d'intérêt local Caluire Sud/Clos Savaron» ; il édite un petit journal : « Entre Roses et Soie ».

### Santé
Une clinique, l'«Infirmerie Protestante» est installée dans le quartier, chemin du Penthod.

### Personnalités liées au quartier
- Denis Ferrigno, ancien joueur de l'Olympique lyonnais entre 1978 et 1980 est le patron[9] du restaurant O Capot, situé en haut de la montée des Forts. Son frère, Bernard Ferrigno, est également un ancien footballeur (finaliste de la coupe de France 1976 et meilleur buteur de D2 en 1980).